# Canton d'Albertville-Sud
Le canton d'Albertville-Sud est une division administrative française, située dans le département de la Savoie et la région Rhône-Alpes.
Il disparait en 2015 à la suite du redécoupage cantonal de 2014.

## Composition
Le canton d'Albertville-Sud regroupe les communes suivantes :
| Nom                     | Code Insee | Intercommunalité | Population (dernière pop. légale)              |
| ----------------------- | ---------- | ---------------- | ---------------------------------------------- |
| Albertville (chef-lieu) | 73011      | CA Arlysère      | Fraction : 8 921(2012) Commune : 18 950 (2014) |
| Cevins                  | 73063      | CA Arlysère      | 709 (2014)                                     |
| Esserts-Blay            | 73110      | CA Arlysère      | 795 (2014)                                     |
| Gilly-sur-Isère         | 73124      | CA Arlysère      | 2 912 (2014)                                   |
| Grignon                 | 73130      | CA Arlysère      | 2 011 (2014)                                   |
| La Bâthie               | 73032      | CA Arlysère      | 2 158 (2014)                                   |
| Monthion                | 73170      | CA Arlysère      | 543 (2014)                                     |
| Rognaix                 | 73216      | CA Arlysère      | 453 (2014)                                     |
| Saint-Paul-sur-Isère    | 73268      | CA Arlysère      | 514 (2014)                                     |
| Tours-en-Savoie         | 73298      | CA Arlysère      | 941 (2014)                                     |

Pour la commune d'Albertville, seule sa partie sud fait partie de ce canton.

## Représentants
| Période                                  | Période | Identité       | Étiquette    | Qualité                                                                             |
| ---------------------------------------- | ------- | -------------- | ------------ | ----------------------------------------------------------------------------------- |
| 1973                                     | 1985    | Marcel Rochaix | PCF          | Inspecteur principal des travaux publics de l'Etat Maire de Cevins (1959-1995)      |
| 1985                                     | 2004    | Albert Gibello | RPR puis UMP | Assistant parlementaire puis député-suppléant Maire d'Albertville (1995-2008)       |
| 2004                                     | 2011    | Marcel Paviol  | PS           | Directeur de foyer de travailleurs migrants Ancien Maire de Grignon (jusqu'en 2008) |
| 2011                                     | 2015    | Pierre Loubet  | PS           | Fonctionnaire Maire de Gilly-sur-Isère                                              |
| Les données manquantes sont à compléter. |         |                |              |                                                                                     |

## Démographie
| 1975 | 1982 | 1990   | 1999   | 2006   | 2011   | 2012   |
| ---- | ---- | ------ | ------ | ------ | ------ | ------ |
| -    | -    | 17 274 | 17 828 | 18 783 | 19 152 | 19 641 |